# Agnes Bricht-Pyllemann
Agnes Bricht-Pyllemann (11. August 1868 in Groß-Kanizsa – 1950) war eine österreichische Pianistin, Konzertsängerin und Gesangspädagogin. Bekanntheit erlangte sie insbesondere als Interpretin von Werken Gustav Mahlers und Hugo Wolfs.

## Leben und Werk
Agnes Pyllemann trat bereits als Kind als Pianistin öffentlich auf. Sie galt als Wunderkind. Sie nahm Klavierunterricht bei Theodor Leschetizky und Gesangsunterricht bei Hans Rokitansky. Sie widmete sich vorrangig dem Lied- und Oratoriengesang und war, so das OeML, „in ihrer Zeit als Konzertsängerin in Wien sehr bekannt“. Sie gab Konzerte in Wien und zahlreichen Konzertsälen der Donaumonarchie. Beispielsweise sang sie am 7. März 1903 im Wiener Musikverein das Sopransolo in Bruckners Messe Nr. 3, es dirigierte Ferdinand Löwe. Im Bösendorfer-Saal des Palais Liechtenstein gab sie am 12. Jänner 1907 einen Liederabend, begleitet von Richard Pahlen, auf dessen Programm neben Werken von Brahms, Wagner, Mahler und Wolf auch Lieder zweier heute vergessener Komponisten standen – des Ostpreußen Adolf Jensen und des Niederländers Leander Schlegel. Die Sängerin korrespondierte mit Emilie Schaup, Eigentümerin der Brauerei Zipf. Sie soll mit Brahms befreundet gewesen sein. Zu ihren Schülerinnen zählte auch Melitta Amerling. Ein Teilnachlass befindet sich in der Österreichischen Nationalbibliothek.

Sie heiratete den Musikkritiker Balduin Bricht (1852–1937), der bei der Oesterreichischen Volkszeitung in Wien arbeitete. Das Paar hatte zumindest zwei Kinder, die spätere Bibliothekarin und Hochschulprofessorin Franziska (1894–1982) und Walter Bricht  (1904–1970), der später Pianist, Komponist und Lehrer werden sollte und der 1938 in die Vereinigten Staaten emigrierte. Sie war die erste Musiklehrerin ihres Sohnes. 

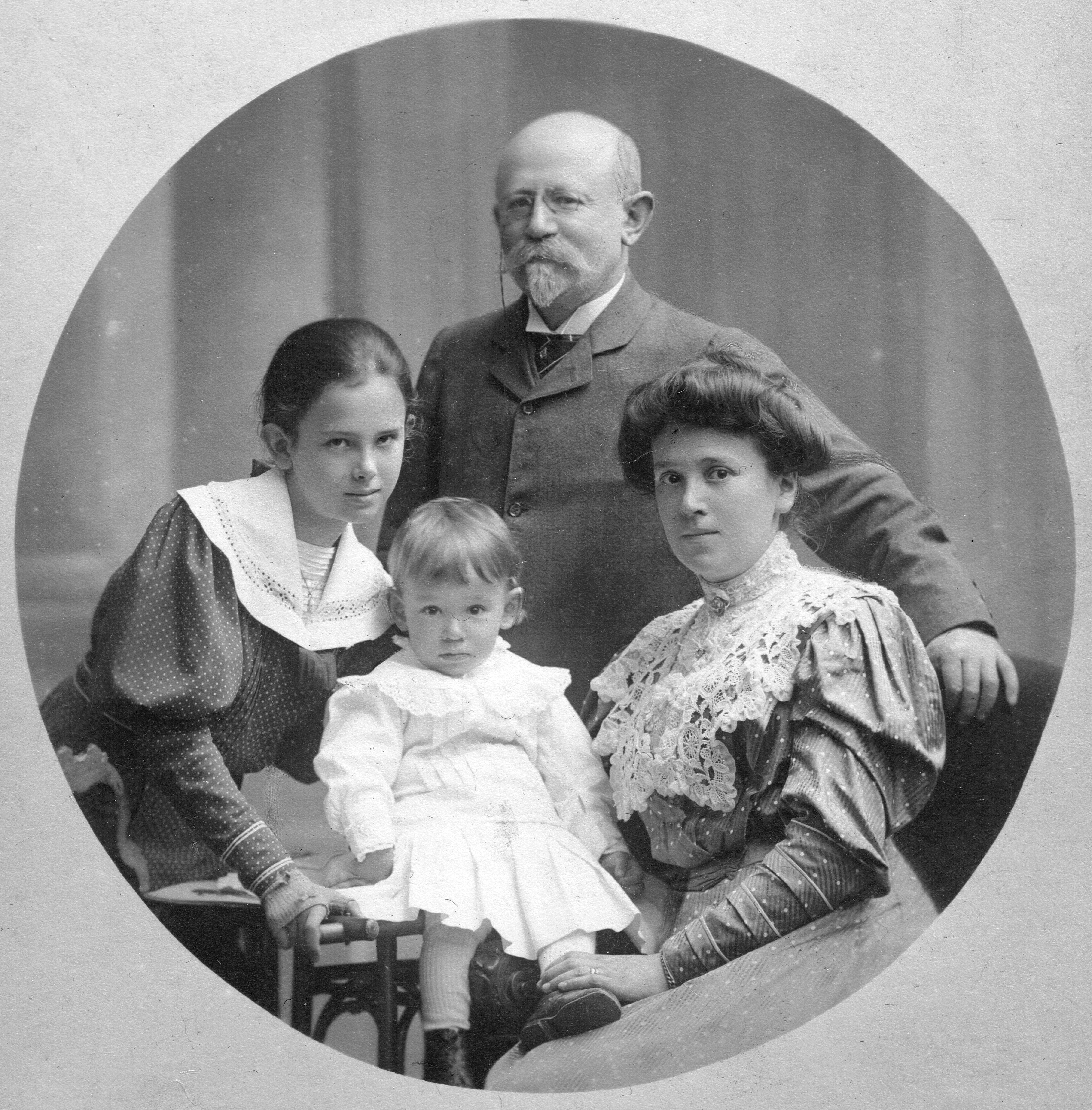
Agnes Bricht-Pyllemann (rechts) mit Ehemann und Kindern, um 1906

 Bricht-Pyllemann war die Tochter des Musikers und Musikkritikers Franz Pyllemann (1841–1873) und der Eugenie, geb. Prager, später Breisach. Die Familie war jüdischer Herkunft, Bricht-Pyllemann trat jedoch 1903 aus der Israelitischen Kultusgemeinde aus. Ihr Schicksal in der Zeit des Nationalsozialismus ist unklar; die Sekundärliteratur gibt übereinstimmend 1950 als Sterbejahr an.